# Districtul Pamplemousses
Pamplemousses este un district  în   statul Mauritius. Reședința sa este orașul Pamplemousses.